# Tamás Hajnal
Tamás Hajnal (Esztergom, 15 maart 1981) is een voormalig Hongaars betaald voetballer die bij voorkeur als aanvallende middenvelder speelde. Hij kwam in januari 2008 tot overeenstemming over een vierjarig contract bij Borussia Dortmund, dat zes maanden later inging. In 2004 debuteerde hij in het Hongaars voetbalelftal, waarvoor hij meer dan vijftig interlands speelde.

## Carrière
Voor Hajnal tekende in Dortmund, speelde hij voor Ferencváros, Dunakanyar-Vác FC, FC Schalke 04, Sint-Truidense VV, 1. FC Kaiserslautern en Karlsruher SC.
Hajnal heeft de UEFA-managmentopleiding Executive Master for International Players (MIP) gedaan. In 2018 ging hij aan de slag als sportief directeur van Ferencvárosi TC.

## Interlandcarrière
Hajnal speelde 59 keer voor het Hongaars voetbalelftal. Hij maakte zijn debuut op 9 oktober 2004 in het WK-kwalificatieduel tegen Zweden. Hajnal scoorde zeven keer voor Hongarije.

## Erelijst
Karlsruher SC
- Hongaarse Gouden Bal

2007
 Borussia Dortmund
- Hongaarse Gouden Bal

2008